# X戰警：黑鳳凰
《X戰警：黑鳳凰》（英語：Dark Phoenix，或記作）是2019年上映的美國超級英雄電影，角色取自漫威漫畫的漫畫書《X戰警》，由二十世紀福斯制作。該片為「X戰警系列電影」的第十二部作品，也是其系列最終回。本片原本作為全新的X戰警電影三部曲的首部曲，但在迪士尼收購影響下，確認為「X戰警系列電影」最終章。其後福斯重新製作，並且由迪士尼發行。
《X戰警：黑鳳凰》由賽門·金柏格執導及編劇，詹姆斯·麥艾維、麥可·法斯賓達、珍妮佛·勞倫斯、尼可拉斯·霍特、蘇菲·特納、泰·謝里丹、雅莉珊卓·希普以及潔西卡·崔絲坦主演。在《X戰警：黑鳳凰》中，X戰警必須面對黑鳳凰與傾巢而出的迪巴利人。
由於《X戰警：未來昔日》重置了「X戰警系列電影」的時間線，金柏格開始對克里斯·克萊蒙特所著的《黑鳳凰傳奇》進行一次全新且更為忠於原作的改編，且比早前他在《X戰警：最後戰役》時的嘗試還更為投入。2016年4月，片商證實《X戰警：天啟》的續集將改編自《黑鳳凰傳奇》。金柏格於2017年6月簽約執導該片，值得一提的是，該片也是金柏格的導演處女作。6月，大多數的《X戰警：天啟》演員陸陸續續地回歸，而主體拍攝則於6月28日在蒙特婁開始。
該片於2019年6月7日在美國上映，口碑和票房雙敗，失利的票房表現更使得本片成為票房炸彈。

## 劇情
1975年，一名8歲少女琴·葛雷在陪同父母兜風的過程中，因為體內強大的念力失控而不慎引發車禍，在醫院醒後被告知父母雙亡，無依無靠的她被查爾斯·賽維爾收養至賽維爾天才青少年學院。1992年，琴加入的X戰警自從九年前消滅天啟後被世人譽為英雄，他們這次受美國總統傳喚去拯救奮進號太空梭，其飛離大氣層執行STS-49任務時遭受不明太陽耀斑衝擊而嚴重受損。眾X戰警搭乘戰機前去營救，琴進入奮進號利用念力暫時阻止太空梭解體，為寇特·華格納爭取疏散太空人的時間，但唯獨留下的她直接受到太陽耀斑衝擊，自身吸收進全部耀斑能量，最後被寇特救回戰機後還是奇跡倖存。
X戰警再次完成一件壯舉，即使瑞雯·達克霍不滿查爾斯透過她們出力以在政府面前建立變種人的形象，琴自從任務後感覺到身體裡的力量飆升，逐漸開始失去自我，險些傷害到其他學生。查爾斯照顧琴時坦白自當初在她腦中安置精神屏障以避免她的能力失控，如今屏障已經在琴力量增強時摧毀，使她的兒時創傷再次湧現，其中還夾雜著欲望、悲憤以及不安的情緒。查爾斯試圖用腦波強化機修復屏障，卻遭到心理能力更為強大的琴反制，琴隨即動身離開學院，回到她在雷德胡克的老家找到本應死去多年的父親。琴原本欣喜地見到父親，但從父親的回憶中得知他當年有意將她交託給查爾斯撫養，加上仍然自責是自己導致母親身亡，使她開始出現嚴重的精神創傷。當X戰警及時趕到試圖將她帶回時，琴開始不聽勸阻，擊退身後的警察，重傷行動最快的彼得·馬克西莫夫，最後還不慎誤殺瑞雯後逃離現場。
琴隨後來到艾瑞克·藍歇爾在吉諾沙島建立的變種人難民家園尋求庇護，不敢如實講述她來之前做的事，當美軍前來搜捕琴時，琴開始用能力大肆破壞直升機，艾瑞克及时救下這些美軍，並且基於保護同伴而將琴逐出家園。瑞雯的死讓整間學院的人悲痛不已，漢克·麥考伊將其身亡怪罪於查爾斯，而琴兩度造成的危害也使查爾斯長期以來建立的一切崩塌。與此同時，一群具有變形能力的外星種族迪巴利人入侵地球，其領袖武科以一名銀髮女子的形象收留無處可去的琴，講解琴身體中吸收的是一種強大宇宙力量，介紹該力量曾經毀滅過迪巴利人的母星以及所經過的所有星球。武科希望琴能與之聯手，接受指引學會運用這股力量來造福，琴因此選擇投靠她的勢力。但她不知道迪巴利人只是在利用她，企圖佔領地球來重塑母星，甚至對琴做好“兔死狗烹”的計劃。
受悲憤驅使的漢克將瑞雯的死訊告知艾瑞克，兩人聯手追蹤琴至紐約市的一棟樓準備殺死她來為瑞雯報仇，但決心補救局勢的查爾斯帶著史考特·桑瑪斯和奧羅羅·夢洛前來阻止他們。兩派兵戎相見時，艾瑞克趁亂獨自進入樓內，卻無法對敵強大的琴而被扔出去摔昏。查爾斯靠寇特瞬間移動至樓內，懇請琴閱讀自己當初收養她的記憶，因此喚回琴的一部分良知。由於琴開始對自己感到懊悔，武科開始自行吸收琴的力量，查爾斯得知此過程會殺死琴，而史考特前來干預導致武科未能吸收全部力量。這時，隸屬政府的變種人管制隊前來抓獲所有變種人，將他們集體送上火車運往秘密收容所。查爾斯認同局面是自己一手造成而致歉，但火車轉眼間受到武科與其他迪巴利人襲擊。大部分守衛都被殺，其中一位守衛被迫解鎖釋放所有變種人聯合阻止敵人，但他們仍然敵不過強大的武科。
查爾斯用心電感應給予琴安慰，使她終於能控制住這股力量，並原諒查爾斯的過錯。琴拯救眾人免受火車衝撞傷害後，釋放出潛能、活用能力粉碎周圍剩餘的迪巴利人。正當她面對武科時，琴深知一旦釋放力量會牽連周圍的夥伴，於是將武科帶至大氣層外，吸收回武科先前從她身體裡奪去的力量，最後將武科徹底消滅。查爾斯等人目睹力量隨即以“鳳凰”的形狀在外太空爆炸，琴一同消失在爆炸之中而被認為英勇犧牲。事後，學院更名為琴·葛雷天才青少年學院作為紀念她，多年抗爭變種人權利的查爾斯經此一役決定退休，讓漢克接任校長職位。查爾斯在巴黎安頓下來後，艾瑞克找到他決定跟他再下一盤棋，讓這對曾經的好友再次重聚。而在下棋的過程中，天上出現一道火焰化的鳳凰。

## 演員
| 演員                             | 角色                                                 | 詮釋 |
| 詹姆斯·麥艾維 James McAvoy       | 「X教授」查爾斯·賽維爾 Professor X／Charles Xavier   | 阿爾法級的變種人，擁有地球上最強大的心靈能力，創立了專門教導變種人的學校，並在學校內訓練及領導X戰警團隊。                                                                                   |
| 麥可·法斯賓達 Michael Fassbender | 「萬磁王」艾瑞克·藍歇爾 Magneto／Erik Lehnsherr      | 阿爾法級的變種人，可以控制金屬及磁場。他是X教授最親密的摯友，同時也是最強勁的對手。 |
| 珍妮佛·勞倫斯 Jennifer Lawrence  | 「魔形女」瑞雯·達克霍 Mystique／Raven Darkhölme      | 變種人，能自由變換外型和聲音，查爾斯的義妹，X戰警的隊長，同時也是變種人的英雄。 |
| 尼可拉斯·霍特 Nicholas Hoult     | 「野獸」漢克·麥考伊 Beast／Hank McCoy                | 變種人，具有藍色野獸的外表及超人的體能，在X教授創立的變種人學校擔任老師，與查爾斯和瑞雯是出生入死的伙伴。                                                                                       |
| 蘇菲·特納 Sophie Turner          | 「黑鳳凰」琴·葛雷 Dark Phoenix／Jean Grey            | 變種人，具有非常強大的心靈感應能力及念力，體內蘊藏著鳳凰之力，身為X教授最喜愛的學生之一。這次因小小的意外而增強能力，受兒時創傷影響而精神失控。 桑默·豐塔納（Summer Fontana）飾演年幼的琴。 |
| 泰·謝里丹 Tye Sheridan           | 「獨眼龍」史考特·桑瑪斯 Cyclops／Scott Summers       | 變種人，能從雙眼發射具破壞性的能量光束，與琴為多年情侶關係。 |
| 雅莉珊卓·希普 Alexandra Shipp    | 「暴風女」奧羅羅·夢洛 Storm／Ororo Munroe            | 變種人，來自埃及的孤兒，擁有飛行及控制天氣的能力，十分崇拜魔形女。 |
| 寇帝·史密-麥菲 Kodi Smit-McPhee  | 「藍魔鬼」寇特·華格納 Nightcrawler／Kurt Wagner      | 變種人，擁有瞬間移動的能力，但僅止於他看得到或曾經去過的地方。 |
| 伊凡·彼得斯 Evan Peters          | 「快銀」彼得·馬克希莫夫 Quicksilver／Pietro Maximoff | 變種人，萬磁王的兒子，擁有超越音速的移動能力。 |
| 潔西卡·崔絲坦 Jessica Chastain   | 武科 Vuk                                             | 外星種族迪巴利人領袖，具有變形能力，可施展心靈控制，企圖操縱住琴來掌握住她足以毀天滅地的強大力量。                                                                                          |
| 潔西卡·崔絲坦 Jessica Chastain   | 瑪格莉特·史密斯 Margaret Smith                       | 一位銀髮人類女子，全家被入侵地球的迪巴利人殺害，作為武科的人類形象。 |

其他演員包括科塔·埃伯哈特（Kota Eberhardt）飾演塞勒涅·加里歐，一位能夠心靈感應、效忠於艾瑞克的女變種人。安德魯·斯特林飾演「紅蓮」保羅·哈爾克，同效忠於艾瑞克的變種人。史考特·雪柏和漢娜·安德森（Hannah Anderson）飾演琴的父母約翰和伊蓮·葛雷（John and Elaine Grey）。艾托·艾桑多飾演瓊斯（Jones），一位由迪巴利人變形而成的政府人員，擔任武科的左右手。拉瑪爾·約翰遜飾演「火柴」班·漢米爾，能操縱及製造火焰的變種人，而荷絲頓·賽琪飾演「炫音」愛麗森·布萊爾，一位能將聲波能量轉換成各種類型的光能的變種人，該角色首次在電影系列中現身。《黑鳳凰傳奇》系列作者克里斯·克萊蒙特客串一位在查爾斯頒獎典禮上的一位貴賓。

## 製作

### 發展

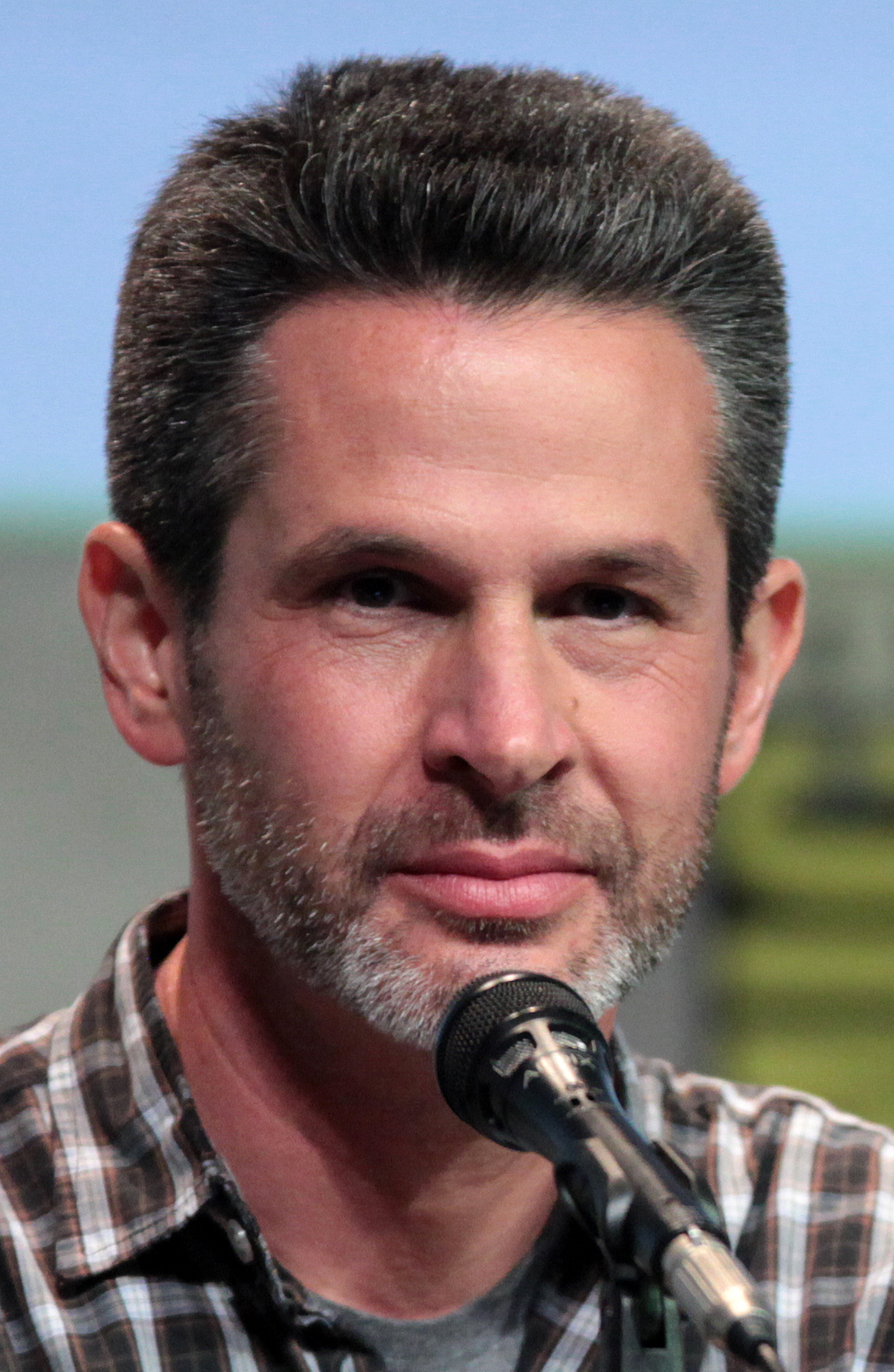
賽門·金柏格身兼《X戰警：黑鳳凰》的導演、製片人及編劇

導演布萊恩·辛格在2003年電影《X戰警2》中便開始探索琴·葛雷這個角色，並宣布《X戰警2》的下一部電影將根據漫威漫畫的《黑鳳凰傳奇》改編。然而，辛格最終並沒有回歸執導《X戰警：最後戰役》。儘管如此，《X戰警：最後戰役》的編劇賽門·金柏格與塞克·潘仍打算以《黑鳳凰傳奇》當做藍本進行改編，但其僅算是電影「平行的故事情節」之一，且二十世紀福斯高層提議採用漫畫《Astonishing X-Men》的故事〈Gifted〉的主線劇情，導致該想法最終仍無法達成。《X戰警：最後戰役》的故事並未獲得好評，金柏格表示，他和潘對改編的結果不太滿意。在X戰警系列電影的時間軸於2014年電影《X戰警：未來昔日》中重置後，有人指出，片商可以開始對《黑鳳凰傳奇》重新進行改編，並忽略掉《X戰警：最後戰役》的事件。金柏格與潘皆對此表達了興趣。蘇菲·特納在《X戰警：天啟》中飾演了年輕的琴·葛雷，在該片中，琴開始探索「她究竟有多強大」。2016年4月，《X戰警：天啟》的續集將重新改編自《黑鳳凰傳奇》的消息得到了證實。金柏格在5月時表示，《X戰警：天啟》續集的時間點將設在1990年代，較前幾部《X戰警》電影晚了10年。他還指出，《X戰警：天啟》從最早的《X戰警》電影中加入幾個角色的年輕版本，包含暴風女、獨眼龍、藍魔鬼及琴·葛雷，為他們提供了一個全新的起源故事，而他將在之後的三部曲中對這些角色進行探索。他補充說，他還希望能看到上個三部曲的演員回歸，即飾演查爾斯·賽維爾的詹姆斯·麥艾維、飾演艾瑞克·藍歇爾 / 萬磁王的麥可·法斯賓達及飾演瑞雯·達克霍 / 魔形女的珍妮佛·勞倫斯。7月，金柏格表示，他將開始為下一部主線《X戰警》電影編寫劇本。
11月，由於《X戰警：天啟》在評價及票房方面的表現皆不出色，福斯表示，他們將會按下「重啟按鈕」。辛格表示他將不會回歸出任導演一職。儘管麥艾維、法斯賓達、勞倫斯與尼可拉斯·霍特在上個三部曲時簽下的合約早已結束，金伯格仍樂觀的為他們寫下了一部新的劇本。2017年2月，據傳，下一部《X戰警》電影的片名定為《X-Men: Supernova》，並將於6月開拍。同樣在2月，特納證實，她將回歸出演電影。外界認為金柏格有興趣執導該片。2月，福斯開始與麥艾維、法斯賓達、勞倫斯和霍特等人進行談判，希望能與他們簽下新的合約。2月底，金柏格表示，依他的導演功力來看，他也許會使電影變得「不成熟」，但補充說，如果他能擔任導演，有著豐富編劇經歷且曾多次擔任《X戰警》電影的製片人的他，並不會因為該片的規模而感到畏縮。他還重申，如果再給他一次機會，他將用不同於他先前對《X戰警：最後戰役》使用的做法來為《黑鳳凰傳奇》進行改編。

### 前期製作
金柏格在2017年3月初表示，他與製片人哈奇·帕克已開始為電影的籌備作業進行準備，而《X-Men: Supernova》只是他們給續集的一個代號罷了。他說，他們早在《X戰警：天啟》的後期製作階段便開始討論該片的故事，他們想拍一部「狂放且激進的電影，以與《羅根》那讓人感到狂放且激進的方式來擴展宇宙，而《惡棍英雄：死侍》也正是使用了這種方法」。福斯於4月釋出官方片名《X-Men: Dark Phoenix》，並定於2018年11月2日發行。5月，法斯賓達表示，他將回歸出演該片。帕克暗示了年輕版的小淘氣可能會客串出現在片中，而電影也可能去探索《黑鳳凰傳奇》的主線劇情中的宇宙元素。
6月，據傳，名為史阿的外星種族將出現在片中，而安潔莉娜·裘莉則關注著其中一名角色，儘管她並沒有簽約飾演該角色的意願。潔西卡·崔絲坦也正關注著相同的角色。福斯證實，金柏格將會執導該片，麥艾維、法斯賓達、勞倫斯和霍特皆簽下了一部以上的電影。除了特納以外，據報導，其他《X戰警：天啟》的演員雅莉珊卓·希普、泰·謝里丹與寇帝·史密-麥菲也紛紛回歸，而該片的製片人則由金柏格、辛格、帕克與勞倫·舒勒·唐納擔任。崔絲坦加盟飾演反派史阿帝國的女王莉蘭德拉。據傳，該片的劇本與《X戰警：最後戰役》相比，「更接近」原來的《黑鳳凰傳奇》。據報導，曾在《X戰警：天啟》的刪減片段中出現的眩目將客串出現在片中。

### 拍攝
該片的主體拍攝始於2017年6月28日，地點位在加拿大魁北克省的蒙特婁，暫定名稱為「Teen Spirit」。6月底前，伊凡·彼得斯回歸於該片中飾演快銀，而拉瑪爾·約翰遜則加盟飾演一名未知的角色。8月初，崔絲坦證實自己已簽約加盟劇組。金柏格表示，他希望該片能像之前的X戰警電影那樣「富含人性」且「感情強烈」。9月，鋼人的演員丹尼爾·寇德摩爾簽約加盟劇組，但是否會再次飾演鋼人仍是未知。奧莉薇亞·孟恩在9月底證實，她將回歸飾演靈蝶，並將靈蝶與黑鳳凰兩人描述為「一對好搭檔」。《X戰警：黑鳳凰》在蒙特婁的拍攝作業於10月14日結束。

## 音樂
2018年1月，伊凡·彼得斯表示，漢斯·季默正在譜寫該片的配樂。不過，季默曾於2016年3月表示自《蝙蝠俠對超人：正義曙光》後不會再為超級英雄電影配樂。後來他解釋，在和朗·霍華德交談時，對方說服他不要有籠統的觀點，而應該專心等待，而不是迴避整個流派。金柏格在音樂會中問他對《黑鳳凰》的看法時，季默說這部電影的劇情就是他想要講的，憑著這部電影他可以獲得機會嘗試一直想在電影配樂中做的事情，所以決定參與製作。
2019年5月23日，由艾蜜莉·珊黛演唱的電影插曲《Extraordinary Being》公佈。原聲大碟于7月7日在數碼渠道發行。

### 曲目列表
| 曲序     | 曲目       | 时长  |
| -------- | ---------- | ----- |
| 1.       | Gap        | 8:07  |
| 2.       | Dark       | 4:27  |
| 3.       | Frameshift | 8:15  |
| 4.       | Amity      | 5:52  |
| 5.       | Intimate   | 10:14 |
| 6.       | Negative   | 3:58  |
| 7.       | Deletion   | 4:51  |
| 8.       | Reckless   | 9:35  |
| 9.       | Insertion  | 7:56  |
| 10.      | Coda       | 4:40  |
| 总时长： | 总时长：   | 67:55 |

## 上映
《X戰警：黑鳳凰》原定於2018年11月2日由二十世紀福斯在美國發行，但後來延期至2019年2月14日。2018年9月，再度延期至2019年6月7日。2019年3月，随着福斯被迪士尼收购，迪士尼接手该片海外发行，而福斯则继续以自己的名义在北美发行。

## 迴響

### 評價
本片獲得了普遍負面的評價。爛番茄根據386評論，持有22%的新鮮度，平均得分4.6／10，觀眾投票獲得64%的分數，平均得分為3.6／5。在Metacritic上，電影獲得了43分。

### 票房
台灣方面，首日票房為新台幣1880萬元；首週四天票房為新台幣6539萬元；次週票房累計至新台幣9303萬元；第三週票房累計至新台幣1.01億元；第四週票房累計至新台幣1.04億元；最終全台票房為新台幣1.05億元。
| 上一届： 《哥吉拉 II 怪獸之王》 | 2019年台北週末票房冠軍 第23週     | 下一届： 《MIB星際戰警：跨國行動》 |
| 上一届： 《哥斯拉II：王者巨獸》 | 2019年香港一週票房冠軍 第23週     | 下一届： 《黑超特警組：反轉世界》  |
| 上一届： 《哥斯拉2：怪獸之王》  | 2019年中国內地一周票房冠军 第22週 | 下一届： 《黑衣人：全球追緝》      |

## 未來
2016年5月，金柏格表示，他希望《X戰警：黑鳳凰》能成為全新的X戰警電影三部曲的首部曲。2017年12月，華特迪士尼公司宣布收購二十一世紀福斯，迪士尼CEO勞勃·艾格表示，X戰警系列電影將與迪士尼旗下的漫威電影宇宙結合。目前除萊恩·雷諾斯飾演的「死侍」外，其餘全數將重啟製作。

## 備註
1. ↑  依照電影上映順序。
2. ↑  依照電影上映順序。

## 外部連結
- 互联网电影数据库（IMDb）上《X戰警：黑鳳凰》的资料（英文）
- Box Office Mojo上《X戰警：黑鳳凰》的資料（英文）
- Metacritic上《X戰警：黑鳳凰》的資料（英文）
- 爛番茄上《X戰警：黑鳳凰》的資料（英文）
- AllMovie上《X戰警：黑鳳凰》的资料（英文）
- 開眼電影網上《X戰警：黑鳳凰》的資料（繁體中文）
- 豆瓣电影上《X戰警：黑鳳凰》的資料 （简体中文）
- 时光网上《X戰警：黑鳳凰》的資料（简体中文）